# 馬克西姆·茨韋特科夫

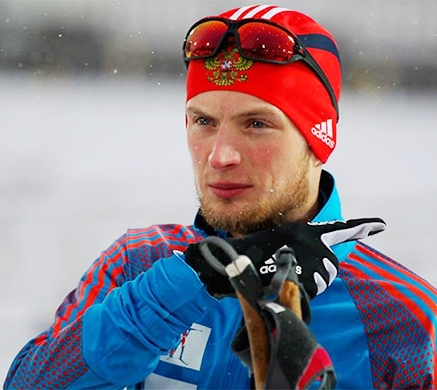
2017年的茨韦特科夫

馬克西姆·茨韋特科夫（俄语：Максим Сергеевич Цветков，1992年1月3日—），俄羅斯冬季兩項運動員，他代表俄羅斯奧林匹克委員會隊參加了中國舉行的2022年冬季奧林匹克運動會，並且在男子4×7.5公里接力比賽上獲得銅牌。